# Sune Wennerberg
Sune Gunnarsson Wennerberg, född 13 januari 1855 i Skara, död 29 juli 1908 i Stockholm, var en svensk militär.
Wennerberg blev underlöjtnant vid Västgöta-Dals regemente 1875, vid Wendes artilleriregemente samma år, löjtnant 1880, ordonnansofficer hos kronprinsen  1885, var artilleristabsofficer 1888–1894, blev kapten 1891 samt adjutant hos kronprinsen samma år, kapten vid Andra Svea artilleriregemente 1894, major i armén 1898, var chef för Artilleristaben 1898–1902, blev major vid Wendes artilleriregemente 1899, överstelöjtnant där 1901, överste och chef för Andra Svea artilleriregemente och tillförordnad chef för Första Svea artilleriregemente samma år, blev överste i armén 1905 och reservbefäl från 1906. År 1908 blev han överadjutant hos kung Gustav V. Wennerberg var från 1905 ombud för Kruppska verken i Essen. Han blev ledamot i Krigsvetenskapsakademien 1897.
Sune Wennerberg var son till Gunnar Wennerberg och grevinnan Hedvig Sofia Cronstedt. Han blev i sitt äktenskap med friherrinnan Ellis Rehbinder far till Folke Wennerberg; han var även svärfar till Wollmar Boström.